# 美国国防管理特别工作委员会
美国国防管理特别工作委员会（President's Blue Ribbon Commission on Defense），也被译为国防管理蓝绶带授衔委员会，別名称为帕卡德委员会（The Packard Commission），是美国在罗纳德·里根总统执政时期的一个联邦政府委员会，根据美第12526号总统令而建立，目的是研究美国国防部在多个领域内的管理职能。
在美国国会1986年起草《戈德华特－尼科尔斯法案》改革参谋长联席会议制度时，该委员会所提出的多项建议主张得到采纳。